# Ullrich Haupt
Ullrich Carl Haupt (* 30. Oktober 1915 in Chicago, USA; † 22. November 1991 in München, Deutschland) war ein deutsch-amerikanischer Schauspieler und Regisseur.

## Leben
Haupt wuchs in Chicago und Los Angeles auf. Dorthin war sein Vater Ullrich Haupt sr. (1887–1931) ausgewandert, der sich als Darsteller auf der Bühne und im Hollywood-Film (u. a. neben Marlene Dietrich in Marokko) einen Namen gemacht hatte.
Haupt war in erster Ehe verheiratet mit der Hamburger Schauspielerin Ilse Drost (* 1921). Seine Tochter Sabine Quennet, geb. Haupt, lebt als Hörbuchautorin der Kinderserie „Sebastian und der Helifant“ in Freigericht/Hessen. In zweiter Ehe war er mit der Schauspielerin Beatrice Norden verheiratet, mit der er ebenfalls eine Tochter hatte. Sein Grab befindet sich auf dem Waldfriedhof (I-69) in Grünwald bei München.

## Theater
Nach dem frühen Tod seines Vaters begab sich Haupt, der zu dieser Zeit Kunstmaler werden wollte, nach Berlin, um dort Kunst zu studieren. Doch unter dem Eindruck von Gustaf Gründgens’ Darstellung des Mephisto änderte er seine beruflichen Pläne und bewarb sich bei der Staatlichen Schauspielschule in Berlin. Dort absolvierte er unter Gründgens seine Schauspielausbildung und debütierte 1936 als Theaterschauspieler in der Titelrolle von Shakespeares Romeo und Julia in Danzig.

Leopold Lindtberg mit Ullrich Haupt und Peter Frankenfeld, Hauptproben zur Uraufführung des Stücks Biografie: Ein Spiel von Max Frisch, Schauspielhaus Zürich, Foto: Josef Schmid, Comet Photo, Bildarchiv der ETH-Bibliothek, Zürich, 1968

Seine nächste Bühnenstation war von 1937 bis 1940 das Staatsschauspiel München. 1940 engagierte ihn Gründgens für das Staatstheater in Berlin, wo Haupt bis Kriegsende unter Vertrag blieb. Hier macht sich Haupt schnell durch die Verkörperung großer Charakterrollen einen Namen. Er spielte den Macbeth, den Karl Moor und sowohl den Othello als auch den Jago. Haupt stand 1944 in der Gottbegnadeten-Liste des Reichsministeriums für Volksaufklärung und Propaganda.
Nach dem Zweiten Weltkrieg zog Haupt wieder in die USA und spielte an verschiedenen Tourneetheatern. 1951 folgte er einem Ruf Gründgens’ an das Düsseldorfer Schauspielhaus und vier Jahre später an das Hamburger Schauspielhaus, wo er bis 1964 unter Gründgens’ Regie zahlreiche klassische Bühnenrollen verkörperte. Weitere Theaterstationen von Haupt waren von 1967 bis 1970 das Schauspielhaus Zürich, die Münchner Kammerspiele und das Thalia Theater Hamburg. Der zum Staatsschauspieler ernannte Haupt gastierte bei den Ruhrfestspielen Recklinghausen und bei den Salzburger Festspielen. Seit 1959 arbeitete er auch als Regisseur.

## Film und Fernsehen
Bereits 1941 gab Haupt unter der Regie von Georg Wilhelm Pabst neben Henny Porten in Komödianten sein Spielfilmdebüt. Obwohl seine Filmauftritte rar blieben, spielte er größere und große Rollen in Produktionen wie in Kurt Hoffmanns phantastischer Komödie Der Engel, der seine Harfe versetzte, in Fritz Kortners Aristophanes-Adaption Die Sendung der Lysistrata, im Jerry-Cotton-Krimi Die Rechnung – eiskalt serviert, in der Fernsehserie Die Abenteuer des David Balfour (nach Robert Louis Stevenson), neben Gene Hackman in dem Thriller Target – Zielscheibe und in Bernhard Wickis Drama Das Spinnennetz. Außerdem übernahm er zahlreiche Gastauftritte in Fernsehserien wie Der Kommissar, Derrick und Der Alte.

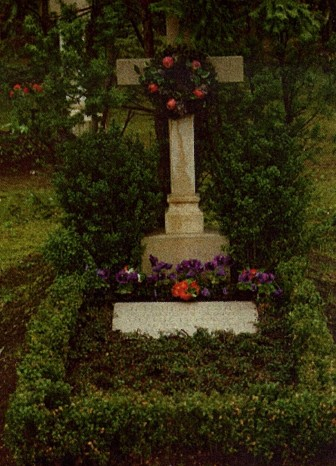
Grabstätte von Ullrich Haupt auf dem Waldfriedhof Grünwald

## Hörspiel und Synchronisation
Haupt arbeitete umfangreich als Sprecher für Hörspielproduktionen. So sprach er den Valentin 1952 für eine Faust-I-Produktion des NWDR und zwei Jahre später den Michael für eine Faust-Produktion des WDR, Ariel und Lynceus (Faust II) sowie den Spielmann Volker für eine Hörspielfassung der Nibelungensage.
Als Synchronsprecher lieh er seine modulierbare Stimme unter anderem John Mills (Tiger Bay), Pedro Armendáriz (Lukrezia Borgia) und Rod Steiger (Die Brücke der Vergeltung).

## Filmografie (Auswahl)
- 1941: Komödianten
- 1944: Träumerei
- 1945: Der Scheiterhaufen
- 1959: Der Engel, der seine Harfe versetzte
- 1960: Fährten
- 1961: Die Sendung der Lysistrata
- 1963: Heimweh nach St. Pauli
- 1963: Stalingrad
- 1966: Der schwarze Freitag
- 1966: Die fünfte Kolonne – Das verräterische Licht (Fernsehserie)
- 1966: Die Rechnung – eiskalt serviert
- 1967: Mister Dynamit – Morgen küßt Euch der Tod
- 1968: Wegen Reichtum geschlossen
- 1969: Husch, husch ins Körbchen
- 1970: Menschen
- 1970: Gneisenau – Die politische Auflehnung eines Soldaten
- 1970–1972: Der Kommissar (Fernsehserie, 2 Folgen)
- 1974: Derrick – Folge 3: Stiftungsfest
- 1976: Salon Kitty
- 1976: Die 21 Stunden von München (The 21 Hours at Munich)
- 1976: Derrick – Folge 22: Kein schöner Sonntag
- 1976: Derrick – Folge 26: Das Superding
- 1978: Die Abenteuer des David Balfour (Kidnapped)
- 1978: Derrick – Folge 48: Lissas Vater
- 1979: Derrick – Folge 61: Ein Kongress in Berlin
- 1981: Der Alte – Die Unbekannte (Krimireihe)
- 1982: Derrick – Folge 92: Nachts in einem fremden Haus
- 1985: Target – Zielscheibe (Target)
- 1986: Abschiedsvorstellung
- 1986: Tatort: Tod auf Eis
- 1986: Derrick – Folge 141: Der Charme der Bahamas
- 1987: Der Alte – (Folge 166: Ultimo)
- 1987: Flucht aus Sobibor (Escape from Sobibor)
- 1988: Achterloo IV (Fernsehfilm)
- 1988: Der Alte – Folge: Ein ganz gewöhnlicher Mord
- 1989: Das Spinnennetz
- 1992: Derrick – Folge 213: Eine eiskalte Nummer